# Gustav von Mandry

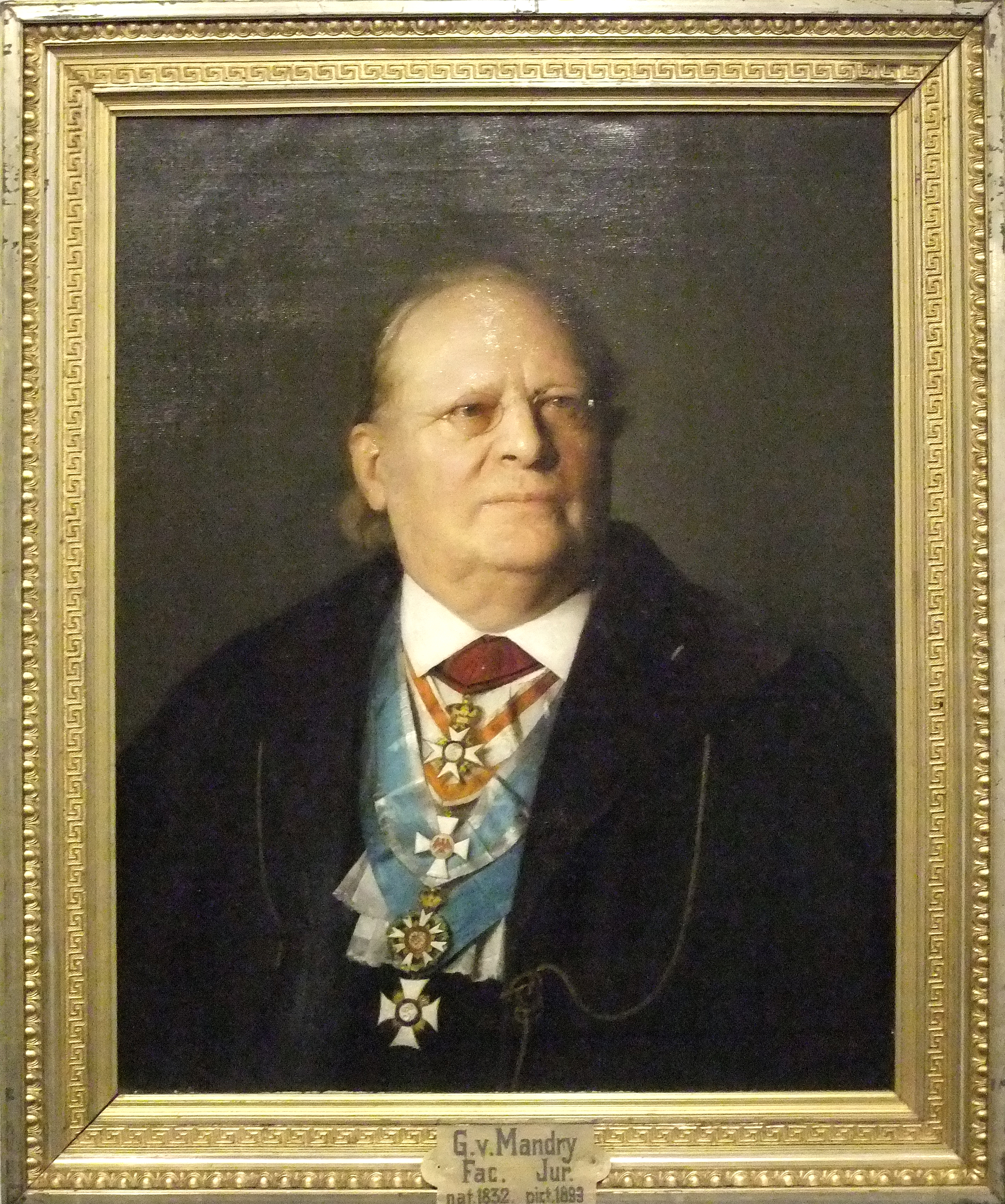
Gustav von Mandry, porträtt av Eugen Hofmeister, 1899.

Johann Gustav Karl von Mandry, född 31 januari 1832 i Waldsee, Württemberg, död 30 maj 1902 i Tübingen, Württemberg, var en tysk jurist.
Mandry blev 1861 juris professor¨vid Tübingens universitet, ingick 1884 i kommissionen för utarbetande av förslag till civillagbok för Tyska riket (Bürgerliches Gesetzbuch) och 1890 i den för revidering av detta förslag tillsatta nya kommissionen samt tog avsked 1900. 
Bland Mandrys arbeten märks Das Gesetz... zum Schutze des Urheberrechtes an literarischen Erzeugnissen (1867), Das gemeine Familiengüterrecht (1871–1876), Der civilrechtliche Inhalt der Reichsgesetze (1878; fjärde upplagan 1898) och Das württembergische Privatrecht (1901–1903). Han var även en bland utgivarna av tidskriften "Archiv für die civilistische Praxis".